# Зоряни (творчий колектив)
«Зоря́ни» — творчий колектив з Кропивницького, академічний театр музики, пісні і танцю.

## Історія
Колектив створений у 1984 році. З 1988 до 1997 року його очолював народний артист України, патріарх вітчизняної хореографії Кривохижа Анатолій Михайлович. Головне завдання колективу — відродити гармонію трьох складових: музики, пісні і танцю. Центром, навколо якого обертаються творчі надбання колективу — є пісня, яку несе через усе своє життя солістка ансамблю, народна артистка України Антоніна Червінська. Червінська А. М. вивчає фольклор, звичаї та обряди Кіровоградщини, збирає давні пісні степового краю. Всі творчі звіти майстрів мистецтв та художніх колективів Кіровоградщини різних років представлені її талановитим співом. Творче обличчя «Зорян» — це ліричні, патріотичні, жартівливі народні та сучасні пісні, сумні і запальні оркестрові мелодії, яскраві танці та музично-хореографічні композиції. Високою професійністю та блискучим виконанням відзначаються музиканти оркестру.

## Гастролі по світу
На міжнародному фестивалі «Дунайська весна» вони були удостоєні високого звання «Віртуози України». Невід'ємною складовою успіху «Зорян» є балетна група під керівництвом балетмейстера Генадія Борисовича Маяраша. «Злагодженість і віртуозність танцюристів, акробатичні трюки поряд з елегантністю, витонченістю» — так був оцінений виступ «Зорян» під час гастролей і Франції. «Зоряни» з успіхом гастролювали в Німеччині, Голландії, Франції, Польщі, Словаччині, Угорщині. Лише в 2005 році колектив брав участь: у 51 міжнародному фестивалі українців-русинів у Словаччині, був запрошений на святкування Днів української культури в республіці Молдова, побував на фольклорному фестивалі пісні, музики і танцю у місті Мартігу (Франція), гастролював у польських містах: Єлена Гура, Кудова і Легніца. В квітні 2007 року колектив взяв участь у 25 -му художньому фестивалі дружби «Апрельская весна» в Корейській народно-демократичній республіці, де отримав ГРАН-ПРІ фестивалю, золотий приз та премію за постановку танцю «Гопак», срібними призами нагороджено солістку театру «Зоряни» народну артистку України Антоніну Червінську, оркестр театру «Зоряни» та постановки хореографічної композиції «Трясунка» та «Танцю бессарабських циган». За високу професійну майстерність, активну діяльність по пропаганді українського музичного, пісенного та хореографічного мистецтва колектив удостоєний високого звання Академічний.

## Історична хронологія
- 1987 рік — колектив внесено до Республіканського та Всесоюзного гастрольних

планів;
- 1989 рік — участь у проведенні Днів культури України у Болгарії;
- 1990 рік — присудження Премії ім. І.Микитенка;
- 1991 рік — участь у Міжнародному фестивалі у м. Юбек (Німеччина);
- 1993 рік — сольний концерт на сцені «Українського Дому» у м. Києві, участь у Міжнародному фестивалі у м. Кіль (Німеччина), гастролі у Німеччині;
- 1994 рік — участь у Міжнародному фестивалі у м. Сент (Франція);
- 1996 рік — участь у Міжнародному фестивалі «Дунайська весна», концерти у Болгарії, Румунії та Югославії, серпень -листопад — 45 концертів під час гастрольного турне по Німеччині та Франції, зокрема у містах: Париж, Ліон, Бордо та ін.;
- 1999 рік — участь у телемарафоні «Заради життя» у м. Києві, участь у творчому звіті Кіровоградської області Національному палаці «Україна»;
- 2000 рік — гастрольне турне театру «Зоряни» у Німеччині;
- 2002 рік — гастрольне турне театру «Зоряни» у Німеччині та Голландії;
- 2003 рік — творчому колективу було присвоєне почесне звання «Академічний»;
- 2005 рік — участь театру «Зоряни» у Днях української культури у Молдові; участь  51-му фестивалі культури русинів-українців у м. Свідник (Словаччина), участь у міжнародному фольклорному фестивалі у м. Мартіг (Франція), гастролі у Польщі: м. Елена Гура, Кудова, Легніца;
- 2006 рік — гастролі у м. Ростов-на-Дону (Росія);
- 2007 рік — участь театру «Зоряни» у 25 міжнародному фестивалі «Квітнева весна» в Корейській народно-демократичній республіці.

## Короткий склад академічного театру музики, пісні і танцю «Зоряни»
| Фото | Опис |
| ---- | --- |
|      | Антоніна Червінська Художній керівник та солістка академічного театру музики, пісні і танцю «Зоряни», народна артистка України, кавалер Орденів Княгині Ольги та Святого Володимира. Одна з засновників академічного театру музики, пісні і танцю «Зоряни» |
|      | Сергій Тітішев Головний диригент Академічного театру музики, пісні і танцю «Зоряни» Вайпан Анатолій Онуфрійович Головний диригент Академічного театру музики, пісні і танцю «Зоряни» з 2011 року, заслужений артист України                                |
|      | Геннадій Маяраш Балетмейстр Академічного театру музики, пісні і танцю «Зоряни», заслужений артист України |
|      | Микола Кравченко Директор філармонії, заслужений працівник культури України, кавалер Орденів «За заслуги» та Преподобного Нестора Літописця. Один з засновників академічного театру музики, пісні і танцю «Зоряни».                                        |
|      | Анатолій Кривохижа Хореограф — постановник, Художній керівник академічного театру музики, пісні і танцю «Зоряни» з 1987 по 1997 р.р., народний артист України, кавалер Орденів Леніна та Трудового Червоного прапора.                                      |